# Anish Khem
Anish Khem (27 agosto 1993) è un calciatore figiano, attaccante del Nadi.

## Carriera

### Club
Ha sempre giocato nel campionato figiano.

### Nazionale
È stato convocato per le Olimpiadi del 2016.